# Ariel Lin
Ariel Lin (kinesiska:  林依晨; pinyin:Lín Yīchén), född 29 oktober 1982 i Taipei, är en taiwanesisk skådespelare och sångerska.

## Karriär
Ariel Lin upptäcktes först då hon medverkade i TV-showen Guess, därefter tog hennes karriär som skådespelerska fart. Hon spelade in många draman under början av 2000-talet och den mest uppmärksammade insatsen är rollen som Yuan Xiang Qin i kritikerrosade It Started With A Kiss som hade premiär 2005. Hennes motspelare i denna serie är Joe Cheng.
Hon har också spelat in två serier tillsammans med Mike He; Seventh Grade och Love Contract. Love Contract är den mest kända av dessa två. Det var också tänkt att hon skulle spela rollen som Qi Yue i Devil Beside You, men på grund av personliga tvister mellan henne och Mike så tackade hon nej till rollen. Hennes ersättare blev Rainie Yang.

## TV-serier
- I Will Never Let You Go (2019)
- Old Boy (2018)
- Prince of Lan Ling (2014)
- In Time With You (FTV, 2011)
- Love or Bread (GTV, 2008)
- Legend of the Condor Heroes (2008)
- They Kiss Again (CTV, 2007)
- Tokyo Juliet (GTV, 2006)
- Tian Wai Fei Xian (CTV, 2006)
- It Started With a Kiss (CTV, 2005)
- Love Contract (TVBS-G, 2004)
- My Secret Garden II (CTV, 2004)
- Seventh Grade (TVBS, 2003)
- My Secret Garden (CTV, 2003)
- Ming Yang Si Hai (TTV, 2003)
- True Love 18 (GTV, 2002)

## Filmer
- A Choo (2017)
- The Mysterious Family (2017)
- Trippin' in Taipei (2016)
- Love is Frozen (2016)
- Go Lala Go 2 (2015)
- Another Woman (2015)
- Sweet Alibis (2014)
- Memory Loss (2011)
- Lovesick (2011)
- Free as Love (2004)
- Kung Fu Girls (2003) (空手道少女組)
- Love Me, If You Can (2003) (飛躍情海)

## Musik
Lin har släppt tre album och tio singlar. Många låtar som Lin sjungit har också varit en del av soundtracket till de TV-serier hon medverkat i. De tre låtarna nedan är exempel på några av Lins mest välkända låtar.
- Lonely Northern Hemisphere (孤單北半球 Gu Dan Bei Ban Qiu) (Slutlåten i Love Contract)
- It Had to be You (非你莫屬 Fei Ni Mo Shu) (Slutlåten i Tokyo Juliet)
- You (你 Ni) (Slutlåten i They Kiss Again)

Förutom sina egna låtar har hon medverkat i en del musikvideor, till exempel Vic Zhous Make a Wish.